# Grimon Langson
Grimon Langson (ur. 10 marca 1955) – malawijski kolarz szosowy, olimpijczyk.
Wystąpił na Letnich Igrzyskach Olimpijskich 1972 w wyścigu indywidualnym ze startu wspólnego, którego nie ukończył. Był najmłodszym przedstawicielem męskiej części reprezentacji Malawi na tych igrzyskach – młodsza od niego była wyłącznie lekkoatletka Mabel Saeluzika.